# 库兹河畔勒布勒伊
库兹河畔勒布勒伊（法語：Le Breuil-sur-Couze，法語發音：[lə bʁœj syʁ kuz]）是法国多姆山省的一个市镇，位于该省南部，属于伊苏瓦尔区。

## 地理
库兹河畔勒布勒伊（45°28'7"N, 3°15'47"E）面积5.94 平方千米，位于法国奥弗涅-罗讷-阿尔卑斯大区多姆山省，该省份为法国中南部省份，北起阿列省接壤，东临卢瓦尔省，南至上盧瓦爾省和康塔爾省，西接科雷兹省和克勒兹省。
与库兹河畔勒布勒伊接壤的市镇（或旧市镇、城区）包括：博略、勒布罗克、诺内特-奥尔索内特、圣日耳曼朗布龙。
库兹河畔勒布勒伊的时区为UTC+01:00、UTC+02:00（夏令时）。

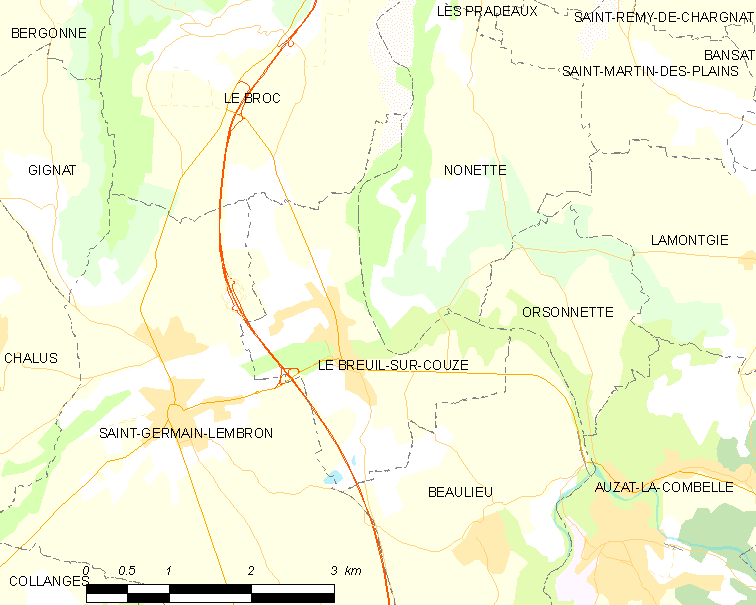
库兹河畔勒布勒伊的OSM定位图

## 行政
库兹河畔勒布勒伊的邮政编码为63340，INSEE市镇编码为63052。

## 政治
库兹河畔勒布勒伊所属的省级选区为布拉萨克莱米讷县。

## 人口

1962-2008年间库兹河畔勒布勒伊人口变化图示

库兹河畔勒布勒伊于2022年1月1日时的人口数量为1030人。